# Roeselia albulalis
Roeselia albulalis är en fjärilsart som beskrevs av Jacob Hübner 1796. Roeselia albulalis ingår i släktet Roeselia och familjen trågspinnare. Inga underarter finns listade.